# Marja Kok
Marja Kok (Roterdão, 29 de junho de 1944) é uma atriz e diretora de cinema neerlandesa. Em 1981, ganhou o prêmio Bezerro de Ouro Melhor Atriz. Ela apareceu em mais de 25 filmes e programas de televisão desde 1967.

## Filmografia parcial
- Levenslied (2011) .... Moeder Thomas
- Polleke (2003) .... Oma Polleke
- Rembrandt (1999) .... Femme au Port
- Maten (1999) (TV) .... Madre Winters
- Advocaat van de Hanen (1996) .... Zwerfster
- De finales (1990) .... Sra. Dorlach
- Hersenschimmen (1988) ... Vera Klein
- Een Zwoele Zomeravond (1982) ... Nel Jansen
- Het teken van het beest (1980) ... Aaltje Botter
- Opname (1979) ... Sra. De Waal (também diretora)
- Camping (1978) ... Rita
- Toestanden (1976) ... papel desconhecido (também diretora)
- Diagnose - Wat is er aan de hand met misdaad? (1974) (TV)
- Van Doorn (1972) .... Tineke
- Key (1967) .... Kamermeisje